# 保定巡撫
保定巡撫 (仮名：ホテイ ジュンブ, 拼音：Bǎodìng xúnfǔ) は、明代から清初にかけて存在した巡撫。明代における正式名称は「巡撫保定等府提督紫荊等關兼管河道」。
明成化8年 (1472) に居庸関以西を分離させる形で設置され、保定、真定、河間、順徳、大名、広平、以上六府における巡撫と、紫荊 (現易県)、倒馬 (現唐県)、龍泉 (現阜平県)、以上三関における提督を兼任した。真定に駐在し、定員一名。万暦7年 (1579) には河道の管理を兼務した。
清朝の北京入城 (明清交替) 後、順治帝は宣大総督と順天・保定・宣府の三巡撫を設置した。保定巡撫は真定に駐在し、定員一名と定められた。その後、順治8年 (1651) に宣府巡撫が宣大総督に統合、同13年 (1656) に宣大総督が順天巡撫に統合、さらに同18年 (1661) に順天巡撫が保定巡撫に統合され、そして康熙初頭に直隷巡撫に統合する形で保定巡撫は廃止された。

## 任職者 (清)
|   | 着任年       | 解任年       | 任職者          |
| - | ------------ | ------------ | --------------- |
| 1 | 順治1(1644)  | 順治2(1645)  | 王文奎 (沈文奎) |
| 2 | 順治2(1645)  | 順治3(1646)  | 郝晉            |
| 3 | 順治3(1646)  | 順治6(1649)  | 于清廉          |
| 4 | 順治15(1658) | 順治17(1660) | 潘朝選          |
| 5 | 順治17(1660) | 順治17(1660) | 劉祚遠          |
| 6 | 順治17(1660) | 順治18(1661) | 王登聯          |

＊上表は中央研究院歷史語言研究所が運営するWebサイト「清代職官資料庫」(保定巡撫) を基に作成した。『清實錄』以外の出典は全て同サイトに拠る。

## 脚註

### 註釈
1. ↑  参考：『世祖章皇帝實錄』巻64 (順治9年4月6日段5347) には「宣府巡撫宜裁以總督兼理」とある。[2]
2. ↑  参考：『世祖章皇帝實錄』巻119 (順治15年7月4日段7157) には「己亥裁宣大總督」とあるが、巻101 (順治13年閏5月30日段6542) に「丁丑宣大總督張懸錫陛辭」とあり、これ以降同職位は空きのままになっていた。

### 典拠
1. 1 2  “職官二 (都察院 附總督 巡撫)”. 明史. 73
2. ↑  “順治9年4月6日段5347”. 世祖章皇帝實錄. 64
3. ↑  “職官三 (總督)”. 清史稿. 116
4. ↑  “順治18年10月15日段8225”. 聖祖仁皇帝實錄. 5
5. ↑  “順治1年7月27日段3347”. 世祖章皇帝實錄. 6. "以內弘文院學士・王文奎、爲都察院右副都御史、巡撫保定等處地方。……"
6. 1 2  “順治2年4月9日段3560”. 世祖章皇帝實錄. 15. "辛酉。陞保定巡撫王文奎、爲兵部右侍郎、兼都察院右副都御史、總督陝西三邊軍務。……刑部左侍郎・郝晉、爲兵部右侍郎、兼都察院右僉都御史、巡撫保定。"
7. 1 2  “順治2年4月22日段3569”. 世祖章皇帝實錄. 15. "……其保定巡撫王文奎 仍留原任｡郝晉候另用。"
8. ↑  “順治2年5月9日段3584”. 世祖章皇帝實錄. 16. "以保定巡撫・王文奎、爲兵部右侍郎、兼都察院右副都御史、總督淮揚等處、提督漕運海防軍務、兼理糧餉。……"
9. ↑  “列傳26 (沈文奎)”. 清史稿. 239
10. ↑  “順治2年5月16日段3590”. 世祖章皇帝實錄. 16. -. "以刑部左侍郎・郝晉、仍爲兵部右侍郎、兼都察院右副都御史、巡撫保定等府、提督紫荊等關、兼理海防軍務。"
11. ↑  “順治3年11月9日段4016”. 世祖章皇帝實錄. 29. "保定巡撫・郝晉……承旨審鞫叛逆大案、游移參差、不能執法……降二級調用。"
12. ↑  “順治4年3月7日段4094”. 世祖章皇帝實錄. 31. "降補保定巡撫・郝晉、爲山西按察使司副使、懷來道。……"
13. ↑  “順治3年12月14日段4033”. 世祖章皇帝實錄. 29. "丙戌。陞直隸保定兵備道僉事・于清廉、爲都察院右僉都御史、巡撫保定等府、提督紫荊等關。……"
14. ↑   清史稿校註. 208. pp. 6567-6571
15. ↑  “順治7年7月5日段4915”. 世祖章皇帝實錄. 49. "丙辰。降原任保定巡撫・于清廉……一級、調用。以失糾貪穢道臣・高登庸故也。"
16. ↑  “順治15年7月14日段7164”. 世祖章皇帝實錄. 119. "以禮部右侍郎・潘朝選、爲兵部左侍郎、兼都察院右副都御史、巡撫保定、提督軍務。……"
17. ↑  “順治17年3月19日段7685”. 世祖章皇帝實錄. 133. "吏部・都察院遵旨、甄別督撫、開列職名、具奏得旨「……潘朝選、著以原官解任回京。……」"
18. ↑  “順治17年4月12日段7706”. 世祖章皇帝實錄. 134. "丙申。諭吏部「畿南重地、巡撫務在得人。劉祚遠、前典試陝西、摘發姦弊、才堪任用、著陞都察院右副都御史、巡撫保定・真・順・廣・大、五府地方、管轄紫荊等關、提督軍務、兼理糧餉。」"
19. ↑  “順治17年6月下18日段7767”. 世祖章皇帝實錄. 137. "以原任憲臣・魏裔介參原任大學士・劉正宗、疏內詞連保定巡撫・劉祚遠、命祚遠解任聽勘。"
20. ↑  “順治17年9月20日段7836”. 世祖章皇帝實錄. 140. "陞大理寺卿・王登聯、爲都察院右副都御史、巡撫保定・真・順・廣・大、五府地方、管轄紫荊等關、提督軍務、兼理糧餉。"
21. ↑   國立故宮博物院圖書文獻處清國史館傳稿

### 史書
- 巴泰, 他『世祖章皇帝實錄』康熙11年 (1672) 上梓, 1937年刊行 (漢) ＊中央研究院歴史語言研究所版
- 富察･馬斉, 張廷玉, 蒋廷錫, 他『聖祖仁皇帝實錄』雍正9年 (1731) 上梓, 1937年刊行 (漢) ＊中央研究院歴史語言研究所版
- 張廷玉, 他『明史』乾隆4年 (1739) (漢) ＊維基文庫(Wikisource)
- 趙爾巽, 他100余名『清史稿』清史館, 民国17年(1928) (漢) ＊中華書局版

### Web
- 「明實錄、朝鮮王朝実録、清實錄資料庫」中央研究院歴史語言研究所 (台湾)
- 「清代職官資料庫」中央研究院歷史語言研究所 (台湾)
- 「人名權威 人物傳記資料庫」中央研究院歴史語言研究所 (台湾)